# Joaquim Augusto da Silva Mendes
Joaquim Augusto da Silva Mendes S.D.B. (Castelões de Cepeda, 14 de Março de 1948) é um sacerdote salesiano, que foi Superior da Escola Salesiana de Manique, e é o actual bispo auxiliar de Lisboa.

## Biografia
Foi ordenado sacerdote em 1983, dois anos após ter tomado votos perpétuos na Sociedade Salesiana de S. João de Bosco, e é licenciado em Teologia pela Universidade Católica Portuguesa e em Teologia Espiritual pela Universidade Pontifícia Salesiana de Roma.
Exerceu, entre outros cargos, os de Assistente Diocesano do Renovamento Carismático Católico na Diocese do Porto (1991-1999), de Presidente da Conferência Regional dos Institutos Religiosos da diocese do Porto (1993-1996), e foi membro da Direcção da Conferência Nacional dos Institutos Religiosos (2002-2005).
Na ordem religiosa a que pertence foi Superior Maior da Província Portuguesa (1999-2005) e foi Director da Escola Salesiana de Manique.
Foi nomeado bispo-auxiliar de Lisboa em 31 de janeiro de 2008, consagrado em 30 de março pelo Patriarca José da Cruz Policarpo, em Lisboa, na Igreja de Santa Maria de Belém, Mosteiro dos Jerónimos. O seu lema episcopal é: «Eu estou no meio de vós, como aquele que serve».